# Мандрівники (фільм)
Мандрівники (англ. The Wanderers) — американський бойовик 1979 року.

## Сюжет
Історія гангстерської бригади молодих хлопців з Бронксу початку 1960-х, яка залучена у відкрите протистояння з іншою бандою. Але в першу чергу це розповідь про справжню дружбу, сімейні цінності і пригоди зовсім юних і гарячих хлопців, що жили в старі добрі часи.

## У ролях
- Кен Вол — Річі
- Джон Фрідріх — Джоі
- Карен Аллен — Ніна
- Тоні Калем — Деспі Галассо
- Алан Розенберг — Туркі
- Джим Янгс — Бадді
- Тоні Геніосs — Перрі
- Лінда Менз — Піві
- Вільям Ендрюс — Еміліо
- Ерланд ван Лідт — Терор
- Вел Ейвері — містер Шарп
- Дольф Світ — Чуббі Галассо
- Майкл Райт — Клінтон
- Бертт Харріс — вербувальник
- Семм-Арт Вільямс — Роджер
- Діон Альбанезе — Тедді Вонг
- Олімпія Дукакіс — мати Джоі
- Джордж Меролле — Пеппі Діо
- Террі Перрі — Террі Перрі
- Кен Форі — спортсмен